# Helen Margaret Muir-Wood
Helen Margaret Muir-Wood (* 1895 in Hampstead; † 16. Januar 1968 ebenda) war eine britische, auf fossile Brachiopoden spezialisierte Paläontologin.

## Leben und Wirken
Helen Margaret Muir-Wood war eine Schülerin der Professorin für Geologie und Botanik Catherine Alice Raisin (1855–1945) am Bedford College. 1919 wurde sie Teilzeitkraft und 1920 Teilzeit-Assistentin für Geologie am Natural History Museum. 1944 wurde Muir-Wood zum Assistenten 2. Klasse befördert und 1955 wurde sie als erste Frau Museum Deputy Keeper. 1961 ging sie in den Ruhestand, arbeitete aber bis etwa 1965 regelmäßig weiter am Museum.
Muir-Wood war Mitautorin des Abschnitts Brachiopoden im Treatise on Invertebrate Paleontology (University of Kansas 1965).
1958 erhielt sie die Lyell Medal.

## Schriften
- mit Kenneth Page Oakley: Succession of life through geological time. British Museum, 2. Auflage London 1949, 6. Auflage 1964.
- Malayan lower Carboniferous fossils and their bearing on the Visean palaeogeography of Asia. British Museum, London 1948.
- A history of the classification of the phylum Brachiopoda. British Museum 1955, Reprint 1968.
- mit Gustav Arthur Cooper Morphology, classification and life habits of the Productoidea (Brachiopoda). Memoir Geological Society of America Band 81, 1960.
- A Monograph on the Brachiopoda of the British Great Oolite Series. Palaeontographical Society Monographs, London 1936.
- On the Morphology and Classification of the Brachiopod Suborder Chonetoidea. British Museum 1962.